# Carl Hamilton (litterär figur)
Carl Hamilton är en fiktiv gestalt skapad av Jan Guillou. Han är svensk underrättelseofficer med specialistutbildning hos Navy Seals, CIA och FBI. Han förekommer som huvudpersonen i de tio böckerna i den ursprungliga Hamilton-serien som gavs ut mellan 1986 och 1995. Han återkommer som stor roll i romanerna Madame Terror (2006) och Men inte om det gäller din dotter (2008). I ung version förekommer han som hastigast även i senare delar av Guillous romanserie Det stora århundradet. Hamilton-böckerna är av författaren avsedda som samtidskrönikor och är skrivna som nyckelromaner. Utöver den litterära figuren har Hamilton även gestaltats av flera olika skådespelare i film och tv.

## I böckerna
När Carl Hamilton introduceras i den första romanen, Coq Rouge (1986), är han 29 år och arbetar inom Säkerhetspolisen. Hans fulla namn är Carl Gustaf Gilbert Hamilton och han föddes 1954 som greve i den adliga ätten Hamilton. Under gymnasietiden var han aktiv i den intellektuella vänstergruppen Clarté samt i Palestinarörelsen, varpå hans far bröt med honom på grund av de politiska övertygelserna. Fadern är avliden vid tiden för den första romanen. 
Hamilton gjorde värnplikt som attackdykare i Svenska flottan. Hans politiska motivation till militär utbildning var att försvara Sverige från sovjetisk imperialism ifall supermakten skulle anfalla, och att Clarté ville få in så många socialister som möjligt i det annars borgerliga försvaret. Under värnplikten rekryterades han för vidare hemlig utbildning av den gamla IB-chefen DG (förmodad förkortning för Den Gamle). DG avsåg att bygga upp en ny grupp modernt kompetenta svenska fältoperatörer åt underrättelsetjänsten, och istället för den svenska Sjökrigsskolan skickades Hamilton till USA för att tränas till Navy SEAL. Under täckmantel att avlägga en pol mag i statsvetenskap med databehandling vid UCSD i San Diego genomgick han en fem år lång hemlig militär utbildning på Ridgecrest i Moajaveöknen. Där tränades han av US Navy, CIA och FBI. Han återkom till Sverige 1981 och bör således ha undergått utbildningen mellan 1976 och 1981.
På grund av regeringsbyte och fackliga bestämmelser kunde Hamilton vid sin hemkomst inte erbjudas den planerade anställningen inom Försvarsmakten, och istället placerades han på Säpo. Det blir först efter händelserna i den andra romanen, Den demokratiske terroristen, som Hamilton får anställning på den operativa avdelningen OP5 inom den militära underrättelsetjänsten SSI.
Innan Hamilton reste iväg till USA lämnade han ansvaret över sina ärvda aktier till en gammal skolkamrat, som gjorde honom till mångmiljonär på Stockholmsbörsen. Eftersom Hamilton personligen alltid tyckt illa om aktier och spekulationsekonomi överförde han pengarna till premieobligationer och fastigheter, vilket säkrade hans förmögenhet när börsen senare föll, och han är därför mycket rik redan i första romanen.
Hamilton har i romanerna ett stort intresse för vin och för klassisk musik. I de första böckerna bor han i en lägenhet i Drakens gränd, innan han i senare delar flyttat ut till slottet Stenhamra i Ekerö kommun.
När Hamilton bär uniform bär han på högra delen av bröstet symbolen för US Navy SEAL, och han erhåller under sin karriär en enastående internationell samling av ordnar och medaljer.
När han börjar göra sina första avtryck inom spionvärlden förses han med det internationella kodnamnet Coq Rouge, som kom att ge namn åt bokserien. Detta ironiska kodnamn uppstår under ett möte mellan hans chef vid Säkerhetspolisen och en israelisk överste och kommer sig dels av att Israels underrättelsetjänst länge haft öknamnet "tuppkycklingar" för sina svenska kollegor och för att Hamilton är gammal kommunist, och för att man under mötet dricker ett rödvin med en röd tuppsymbol på etiketten. Kodnamnet lever sedan kvar, men Hamiltons egentliga kodnamn som han själv använder med sina militära kollegor är Trident.
Hans föredragna handeldvapen är en Beretta 92 (pistol) och en Smith & Wesson Combat Magnum (revolver). Hans Beretta har ett vitt pärlemorhandtag med den grevliga ätten Hamiltons familjesköld, som han fått som avskedsgåva från sina amerikanska instruktörer i San Diego.
Hamilton är under många år verksam inom den svenska underrättelsetjänsten i olika befattningar tills han i den tionde boken En medborgare höjd över varje misstanke blir tillsatt som generaldirektör för Säpo.
Tio år efter den tionde (då tänkt som den sista) boken gör han oväntad återkomst i Madame Terror, nu som befälhavare över en palestinsk ubåt med avsikt att slå ut den israeliska flottan, efter att en nära vän och kollega inom den palestinska underrättelsetjänsten övertalat honom till uppdraget. Därefter återkommer han ännu en gång i Men inte om det gäller din dotter, där händelseutvecklingen på nytt tvingar honom att ta till vapen i militära insatser.
I serien Firma Hamilton & Ponti, vars första del Den som dödade helvetets änglar utkom i januari 2022, återintroduceras Hamilton, nu som pensionär i Stockholm där han antar rollen som privatdetektiv.

## I film och tv
Den Hamilton som förekommer i filmerna och tv-serierna gjorda från 1989 till 1998 (Stellan Skarsgård, Peter Haber, Stefan Sauk till Peter Stormare) är baserad på bokserien, med mindre ändringar. Stellan Skarsgård spelar rollen i två filmer (Täcknamn Coq Rouge och Den demokratiske terroristen) där handlingen i stort sett följer de två första böckerna. Peter Haber spelar Hamilton i TV-serien Fiendens fiende, som har nästan identisk handling med bok nummer 4 i serien. Vendetta med Stefan Sauk i huvudrollen bygger på bok nummer 6 och Hamilton på böckerna 7 och 8 (Ingen mans land och Den enda segern) med Peter Stormare. 
Den Hamilton som förekommer i filmerna Hamilton – I nationens intresse (2011) och Hamilton – Men inte om det gäller din dotter (2012), spelad av Mikael Persbrandt, är bara löst baserad på böckerna med samma namn. De följer inte bokseriens kronologi eller händelseförlopp, utan är istället en delvis ny rollfigur som flyttats till 2010-talet. Själva böckerna tillhör två olika bokserier med många år emellan, och särskilt den första av filmerna har en helt annan handling än motsvarande bok. I stort sett är det enda man har bevarat där en scen där Hamilton av misstag råkat döda en helt oskyldig kvinna och det dödsfallet ”i nationens intresse” inte föranleder något straff eftersom det skulle hindra en viktig operation där Hamilton måste medverka. 
Den Hamilton som förekommer i tv-serien Hamilton (2020), spelad av Jakob Oftebro, är helt fristående version i förhållande till romangestalten, både föryngrad och förflyttad till 2020-talet.

## Inspirationskällor
Utmärkande för romanfiguren är att han är socialist trots sin överklassbakgrund; under skoltiden uttalad kommunist. Detta är, enligt Guillou, baserat på en person i studentvänstern vid namn Gabriel Oxenstierna som Guillou såg hålla tal under ett möte i samband med kårhusockupationerna 1968 och därefter tackades som ”kamrat Oxenstierna", vilket tilltalade Guillou. Att det sedan blev namnet Hamilton istället kom sig av att det fanns för få levande Oxenstierna för att göra det anonymt, och Guillous vän Carl Piper tipsade om den stora mängden Hamilton i den svenska adelskalendern.
Enligt I hennes majestäts tjänst uppges Carl Hamilton vara väldigt lik Douglas Douglas-Hamilton, 14:e Hertigen av Hamilton.
I en mängd intervjuer, och även i sin egen yrkesmemoar och i ett längre förord till senare upplagor av böckerna, berättar Jan Guillou att den första idén till Hamilton-serien kom under hans fängelsetid 1974 efter IB-affären, då han läste Sjöwall Wahlöös böcker om Martin Beck. Precis som Sjöwall & Wahlöö lyckats skriva framgångsrika polisdeckare utifrån ett tydligt vänsterperspektiv skulle Guillou skriva spionromaner, eftersom just spioner blivit hans specialitet efter att han under flera år på 70-talet hade arbetat som journalist med detta ämne, inte minst i samband med IB-affären. Men till skillnad från Sjöwall Wahlöö som skrev i grodperspektiv, utifrån polisers och relativt maktlösa medborgares synvinkel, skulle Guillou skriva ur örnperspektiv från maktens korridorer.
Det första riktiga uppslaget till att börja skriva fick han först tio år senare, då han under en resa till Oslo upptäckte att han var förföljd av norsk säkerhetspolis (denna händelse förekommer även i den första boken). Sedan kom serien att fungera som en löpande samtidskrönika, där varje del skulle ha ett eller flera bakomliggande teman.
Flera år efter IB-affären hade Guillou även träffat den gamle spionchefen Birger Elmér i kön på en bank. De blev oväntade vänner och Elmér blev en av Guillous huvudsakliga källor och bollplank till romanserien, med sin kunskap om underrättelsetjänsten. Hamiltons chef och mentor DG är ett tydligt alter ego för Elmér.

## Böcker
Carl Hamilton är huvudperson i de tio första böckerna som utkom mellan 1986 och 1995. Han återkommer i en större roll i romanerna Madame Terror (2005) och Men inte om det gäller din dotter (2008). Han är en biroll i den nya serien Firma Hamilton & Ponti, bestående av Den som dödade helvetes änglar (2022) och Eventuellt uppsåt: att döda ortens gangsters (2023). Han förekommer också som hastigt gästspel i romanerna De som dödar drömmar sover aldrig (2018) och Den andra dödssynden (2019).
- 1986 – Coq Rouge – berättelsen om en svensk spion
- 1987 – Den demokratiske terroristen
- 1988 – I nationens intresse
- 1989 – Fiendens fiende (roman)
- 1990 – Den hedervärde mördaren
- 1991 – Vendetta
- 1992 – Ingen mans land
- 1993 – Den enda segern
- 1994 – I hennes majestäts tjänst
- 1995 – En medborgare höjd över varje misstanke
- 1995 – Hamlon – en skiss till en möjlig fortsättning (novell)
- 2006 – Madame Terror
- 2008 – Men inte om det gäller din dotter
- 2022 – Den som dödade helvetets änglar
- 2023 – Eventuellt uppsåt: att döda ortens gangsters

## Filmer och TV-adaptioner
- 1989 – Täcknamn Coq Rouge[18] – Hamilton spelad av  Stellan Skarsgård
- 1989 – Förhöret – Hamilton spelad av Stellan Skarsgård
- 1990 – Fiendens fiende – Hamilton spelad av Peter Haber
- 1992 – Kvällspressen (TV-serie) – Hamilton spelad av Peter Haber (tre avsnitt)
- 1992 – Den demokratiske terroristen – Hamilton spelad av Stellan Skarsgård
- 1995 – Vendetta – Hamilton spelad av Stefan Sauk
- 1995 – Tribunal – Hamilton spelad av Stefan Sauk
- 1996 – Vendetta (miniserie) (TV-serie) – Hamilton spelad av Stefan Sauk
- 1998 – Hamilton – Hamilton spelad av Peter Stormare
- 2001 – Hamilton (miniserie) – Hamilton spelad av Peter Stormare[19]
- 2011 – Hamilton – I nationens intresse – Hamilton spelad av Mikael Persbrandt
- 2012 – Hamilton – Men inte om det gäller din dotter – Hamilton spelad av Mikael Persbrandt
- 2020 – Hamilton (TV-serie) – Hamilton spelad av  Jakob Oftebro.[20]
- 2022 – Hamilton (TV-serie) – Hamilton spelad av  Jakob Oftebro

Skådespelaren Krister Henriksson är den ende skådespelaren som medverkat i flest Hamiltonproduktioner utan att spela Hamilton själv. Dessa är som följer:
- Täcknamn Coq Rouge, 1989 som Fristedt
- Fiendens Fiende (TV-serie), 1990 som Nordlander
- Hamilton, 1998 Förhörsledare
- Hamilton, 2019 som DG

## Utmärkelser (i böckerna)
- Marinens skyttemedalj[22]

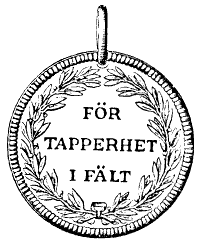
Åtsidan på medaljen för tapperhet i fält.

- För tapperhet i fält (Gustav III:s)[23]
- Kommendör av Bundesverdienstkreuz[24]
- Kommendör av Hederslegionen[25]
- För tapperhet i fält (Gustaf V:s)[26]
- H.M. Konungens medalj i 8:e storleken i Serafimerordens band[27]
- Röda stjärnans orden[28]
- Person of the Year[29]
- Kommendör av Sankt Olavs Orden[30]
- Storofficer av L'Ordine al merito della Repubblica Italiana[31]
- Storkors av Sankt Georgsorden[32]
- Navy Cross[33]
- Palestinska Hederslegionen[33]
- Distinguished Service Order[34]
- Order of the Companions of OR Tambo[35]
- Ryska federationens hjälte[36]
- Storkorset av Hederslegionen[37]